# Sanda Ladoși
Sanda Ladoși, född 2 januari 1970 i Târgu Mureș, är en rumänsk popsångerska.
Redan som barn sjöng Ladoși i olika körer och musikgrupper. Hon fick även musikundervisning i piano, klassisk gitarr och sång. Hon utbildade sig till lärare men valde sedan att satsa på en karriär inom musiken. Hon släppte sitt debutalbum, Când vine seara, 1993.
Ladoși deltog första gången i den rumänska uttagningen till Eurovision Song Contest 1998, då hon tillsammans med Marina Florea, Adrian Enache, Aurelian Temisan och Daniel Iordachioaie framförde bidraget E....e....iubire (3:e plats). 2004 deltog hon igen och vann med bidraget I admit. I Eurovision Song Contest samma år kom hon på 18:e plats med 18 poäng.

## Diskografi
- Când vine seara (1993)
- Între noi mai e un pas (1994)
- Nu mă iubi (1997)
- Mi-e dor (1999)
- Khalini (2006)